# Symphony No. 1 Low
Symphony No. 1 "Low", conosciuta anche come Low Symphony, è una sinfonia di Philip Glass basata sull'album discografico del musicista rock britannico David Bowie intitolato Low.
Nel 1996, Glass basò la composizione della sua quarta sinfonia su un altro album di Bowie, il secondo capitolo della trilogia berlinese "Heroes".

## La sinfonia
La sinfonia fu composta nel 1992 ed impiega la strumentazione di una intera orchestra: 2 flauti, ottavino, 2 oboi, 2 clarinetti, clarinetto piccolo, clarinetto basso, 2 fagotti, 4 corni, 3 trombe, 3 tromboni, tuba, percussioni, arpa, pianoforte e archi (8 primi violini, 6 secondi violini, 4 viole, 4 violoncelli e 2 contrabbassi).
La composizione ha tre movimenti tutti basati alle musiche originali di Bowie e Brian Eno:
- I. Subterraneans
- II. Some Are
- III. Warszawa

Glass non basò il secondo movimento sull'album originale, ma invece preferì utilizzare la bonus track Some Are, inserita nella ristampa CD dell'album del 1991 distribuita dalla Rykodisc, non presente nella versione originale del disco pubblicata nel 1977.

## Album
La prima registrazione dell'opera venne pubblicata nel 1993 con il titolo Low Symphony. L'esecuzione ebbe luogo per mano della Brooklyn Philharmonic orchestra sotto la direzione di Dennis Russell Davies, e Karen Kamensek (assistente di direzione). Philip Glass si ispirò all'idea della creatività congiunta di Bowie e Brian Eno, i quali avevano collaborato insieme per l'album Low, per scrivere la partitura ed influenzare la sua tecnica di composizione musicale.
1. Subterraneans - 15:11
2. Some Are - 11:20
3. Warszawa - 16:01

## Argomenti correlati
- Low